# Trials (dal)
A Trials (stilizálva: TRIALS) egy dal a Starset amerikai rockegyüttes harmadik stúdióalbumáról, a Divisionsről, amely 2020. április 7-én jelent meg kislemezként a Fearless Records kiadón keresztül. Először az album részeként adták ki, 2019. szeptember 13-án. A kislemezhez 2020 májusában egy videóklip is megjelent, amelyet Nick Peterson rendezett. Nyolcadik helyig jutott a Billboard Mainstream Rock Songs slágerlistán.
A dal egy újradolgozott verzióját is kiadták, 2020. augusztus 28-án, Trials (reimagine) címmel.

## Háttér
A Starset 2019. szeptember 13-án adta ki harmadik stúdióalbumát, Divisions címmel. 2019 augusztusában jelent meg róla a Manifest című kislemez. Az album tizedik száma volt a Trials, amely a lemez egyik legsikeresebb dala lett a megjelenést követően. 2020. április 19-én az együttes kislemezként is kiadta a dalt, amelyet egy videóklip követett, 2020. május 21-én.

## Videóklip
A dal videóklipjét Nick Peterson rendezte, míg a producere Bill Fishman volt. A videó 2049-ben játszódik, amely egybeesik az együttes futurisztikus háttértörténetével. A klip végigkövet két menekülő embert, egy férfit (Chandler) és egy nőt (Alicia), akik a központilag irányított technológiát illegálisan használták fel. A videó felénél egymásra találnak és hologramként látják egymást. Ezt követően a hologramjaik összeolvadnak és eltűnnek emberi vonásaik. A klip végén elfogják őket és megpróbálják elválasztani egymástól, a férfit végül megölik.

## Slágerlisták
| Slágerlista                        | Legmagasabb pozíció |
| ---------------------------------- | ------------------- |
| US Hot Hard Rock Songs (Billboard) | 11                  |
| US Mainstream Rock (Billboard)     | 8                   |
| US Rock & Alternative (Billboard)  | 29                  |

## Kiadások
| Régió       | Dátum                | Formátum                         | Verzió    | Kiadó            |
| ----------- | -------------------- | -------------------------------- | --------- | ---------------- |
| Világszerte | 2019. szeptember 13. | - digitális letöltés - streaming | album     | Fearless Records |
| Világszerte | 2020. április 19.    | - digitális letöltés - streaming | kislemez  | Fearless Records |
| Világszerte | 2020. augusztus 28.  | - digitális letöltés - streaming | reimagine | Fearless Records |

## Trials – reimagine
A Trials – reimagine című dalt a Starset 2020. augusztus 28-án adta ki promóciós kislemezként a Fearless Records kiadón keresztül. A kislemezen megváltoztatták a dal hangszerelését és a vokálokat is újra felvették. Sokkal több vonós hangszer szerepel ezen a verzión, mint az eredetin. A dalnak az eredeti kislemezzel ellentétben nem Dustin Bates, hanem Rob Graves volt a producere, aki korábban dolgozott az együttessel a Vessels és a Transmissions című albumon is.

### Kiadások
| Régió       | Dátum               | Formátum                         | Verzió    | Kiadó            |
| ----------- | ------------------- | -------------------------------- | --------- | ---------------- |
| Világszerte | 2020. augusztus 28. | - digitális letöltés - streaming | reimagine | Fearless Records |